# Shōya Nakajima
Shōya Nakajima (jap. 中島 翔哉 Nakajima Shōya; ur. 23 sierpnia 1994) – japoński piłkarz. Obecnie występuje w portugalskim zespole Al-Ain FC, do którego jest wypożyczony z FC Porto.

## Kariera klubowa
Od 2012 występował w klubach Tokyo Verdy, F.C. Tokyo, Kataller Toyama i Portimonense SC.
3 lutego 2019 podpisał kontrakt z katarskim klubem Al-Duhail SC, do którego został sprzedany za 35 milionów euro.

## Kariera reprezentacyjna
Został powołany do kadry na Igrzyska Olimpijskie w 2016 roku.